# Papworth Everard
Papworth Everard est une paroisse civile et un village du Cambridgeshire, en Angleterre.